# Биферно
Бифе́рно (итал. Biferno; лат. Tifernus) — река в Италии, впадает в Адриатическое море, протекает по территории провинции Кампобассо в области Молизе.
Длина — 83,5 км. Площадь водосборного бассейна — 1311 км². Начинается от слияния верховий, стекающих с северных склонов гор Матезе Кампанских Апеннин, около Бояно. Генеральным направлением течения реки является северо-восток. Впадает в Адриатическое море между Кампомарино и Термоли.
Около Гульонези принимает справа крупнейший приток — Чиньо.
Во времена Древнего Рима называлась Тифернус (лат. Tifernus).
От реки получило название красное вино, производимое в области Молизе.